# 大众百科
大众百科（英語：Citizendium，/ˌsɪtɪˈzɛndiəm/ SIT-i-ZEN-dee-əm），又译为公民汇编、公民纪要等，是由維基百科共同創辦人拉里·桑格（Larry Sanger）创办的一个以Wiki技术为基础的英文自由內容在线百科全书项目。它要求用户的真实姓名和身份，并要求内容通过专家评审。目前其尚无官方中文译名。此百科網站與維基百科一樣使用Mediawiki。

## 目标和特点
大众百科的目标是建立一个由“阅读科学和知识的受教育有思想的人”编写的“新知识汇总（英语：Compendium）”。大众百科希望推行一种专家文化和一个鼓励学科专家（作为“编辑”）进行编辑而大众（“作者”）尊重专家意见的社区。一旦意见不一致，则根据桑格公布的大众百科政策框架解决。专家需要通过透明的过程验证他们的资格，以达到可广泛接受到权威。这一点与维基百科匿名的特点正相反，在维基百科中专家没有特殊地位，条目也不需要专家的审查。

## 发展历史
大众百科开始于2006年9月15日，桑格在柏林操作系统巫师会议上宣布了该计划，但没有给出具体实施时间。该项目最早被宣称为英语维基百科的一个复刻，但这个想法在2007年3月公开发布前被放弃，改为赞成原创文章。该项目的目标是通过高可靠性来改进维基百科模型。它寄希望于通过要求几乎所有贡献者使用自己的真实姓名、对日常贡献者提供的“温和的专家监督”，以及通过其“条目批准”机制来实现对项目中不专业行为的严格控制。批准的条目为已由具备证书的主题专家进行同行評審，并被关闭实时编辑。
小范围内的实验版本开始于10月23日，不接受公众注册，而只接受邀请的编辑者。11月8日，该计划拥有263名用户、183个活跃条目（有人正进行编辑）、以及300个左右的编辑次数。
2007年3月25日，大众百科结束小范围实验，网站向大众开放运行，开始其“Beta”测试版。这一开放运行受到了媒体广泛的关注，大众百科被普遍认为维基百科的竞争对手和威胁。
截至2011年10月27日，该网站的活跃成员少于100人。截至2017年11月，其有16,938篇条目，其中160篇获得了编辑批准，约有5名贡献者每月至少编辑1次。